# Snot
Snot – amerykańska grupa muzyczna.
Zespół powstał w roku 1995 w Santa Barbara w Kalifornii. Jego założycielami byli wokalista James Lynn Strait oraz Mike Doling.
W roku 1995 grupa nagrała kilka albumów demo. Później zespół podpisał kontrakt z wytwórnią Geffen Records i w roku 1997 na rynku pojawił się debiutancki album Get Some. W 1998 roku grupa wzięła udział w Ozzfest. Kilka miesięcy później z zespołu odszedł gitarzysta Sonny Mayo, a jego miejsce zajął Mike Smith. Dołączył też Shannon Larkin. 11 grudnia 1998 w wypadku drogowym zginął Lynn Strait. Po tym wydarzeniu grupa rozpadła się na dziesięć lat. Reaktywowała się w roku 2008.

## Członkowie
- Tommy „Vext” Cummings – wokal
- Mike Doling – gitara
- Sonny Mayo – gitara
- John Fahnestock – bas
- Jamie Miller – perkusja

byli członkowie:
- Lynn Strait – wokal
- Shannon Larkin – perkusja
- Mike Smith – gitara

## Dyskografia
- Get Some – 1997
- Strait Up - In memory of James Lynn Starit – 2000
- Alive! – 2002